# Furious Fuckers – Final Race
Furious Fuckers – Final Race ist ein Pornofilm des Regisseurs Rocco Siffredi aus dem Jahr 2007. Er wurde bei den AVN Awards 2008 als "Best Foreign Feature" ausgezeichnet.

## Handlung
Rocco und sein Team wollen ein Motocross-Rennen in freiem Gelände gewinnen, aber Kelly und ihr Team wollen dies nicht zulassen.
In der ersten Szene beenden Rocco und sein Team gerade ihr Fahrtraining. Rocco lässt sein Team wissen, dass im Rahmen des Rennens nur die sechs Erstplatzierten Geschlechtsverkehr mit Frauen haben dürfen, während die anderen nur zuschauen dürfen. Anschließend hat das Team im Freien mit anwesenden Zuschauerinnen Geschlechtsverkehr.
In der nächsten Szene versucht Kelly, ein Mitglied des gegnerischen Teams, Christian dazu zu verführen, ihrem Team beizutreten, indem sie ihn in ihr Motocross-Geschäft einlädt. Annette und Poppy kommen dazu, und die vier haben Geschlechtsverkehr.
In der dritten Szene geht es um den Dreh eines Werbespots für Kartoffelchips, in dem eigentlich Rocco auftreten soll, aber seine Freunde Omar Galanti und Jean Val Jean fesseln ihn und nehmen seinen Platz ein. Es folgt eine Reverse-Gangbang-Szene mit 17 Frauen und drei Männern.
Danach sieht man, wie Christian und Mike auf der Straße den zwei Brünetten Pamela und Sveta begegnen. Sie gehen zusammen zurück zum Apartment und haben Sex.
In der fünften Szene locken Kelly und Annette den Mechaniker Kid Jamaica von der Arbeit an den Motorrädern weg und haben mit ihm Geschlechtsverkehr.
Das Team von Rocco gewinnt und er beobachtet dies von einem Helikopter aus, neben ihm sitzt Gianna Michaels und masturbiert. Die letzte Szene ist eine Orgie mit sieben Frauen und fünf Männern für das Gewinnerteam, bei der Gianna Michaels ihre Brüste in einem Kuchen ertränkt, und ihr Körper wird mit Champagner und Schokoladensirup einshampooniert.
Der Film endet mit einem Musikvideo von Le Braghe Corte, einer Cover-Version von Nancy Sinatras Song „These Boots Are Made for Walkin’“.

## Auszeichnungen
- 2008: AVN Award - Best Foreign Feature[2]
- 2008: AVN Award - Best Sex Scene in a Foreign-Shot Production (Jazz Duro, Omar Galanti, Gianna Michaels, Vanessa Hill, Kid Jamaica, Sarah James, Joachim, Marsha Lord, Poppy Morgan, Kelly Stafford)[2]